# Marcos Alonso de la Garza y del Arcón
Marcos Alonso de la Garza y del Arcón (c. 1551, Lepe, Reino de Sevilla  -  1634, Saltillo, Coahuila, Nueva España) fue un militar y empresario minero español destacado en la colonización y población del Reino de Nuevo León, genearca de la familia de la Garza en la Nueva España.

## Origen
Nació en Andalucía (Lepe, Huelva) en torno al 1551, pertenecientes a una familia con posibles conexiones hacia judíos conversos avecindados en Sevilla toda vez que las pruebas de judaísmo de esta familia son únicamente circunstanciales por las coincidencias onomásticas, cronológicas y geográficas con dos personas condenadas como judaizantes por el Santo Oficio de Canarias. Fue hijo de Marcos Alonso y de Constanza de la Garza, vecinos de Lepe y cuya ascendencia se ignora por no haber ninguna prueba documental al respecto. Su hermano Pedro Alonso de la Garza, nacido en 1555, pasó a las Indias en 1581, al igual que Luis de la Garza (posiblemente su primo o sobrino) también originario de Huelva, quien falleció en la Nueva España en torno a 1573.

## Población del Nuevo Reino de León
Llegó a la Nueva España a finales del siglo XVI, avecindándose en la Ciudad de México, donde casó en torno a 1585 con Juana de Trevino y Quintanilla, con quien procreó once hijos.
Destacó en la actividad minera en Zacatecas, de donde pasó a las minas de Mapimí (Durango), residiendo luego en la Villa de Santiago de Saltillo (Coahuila). 

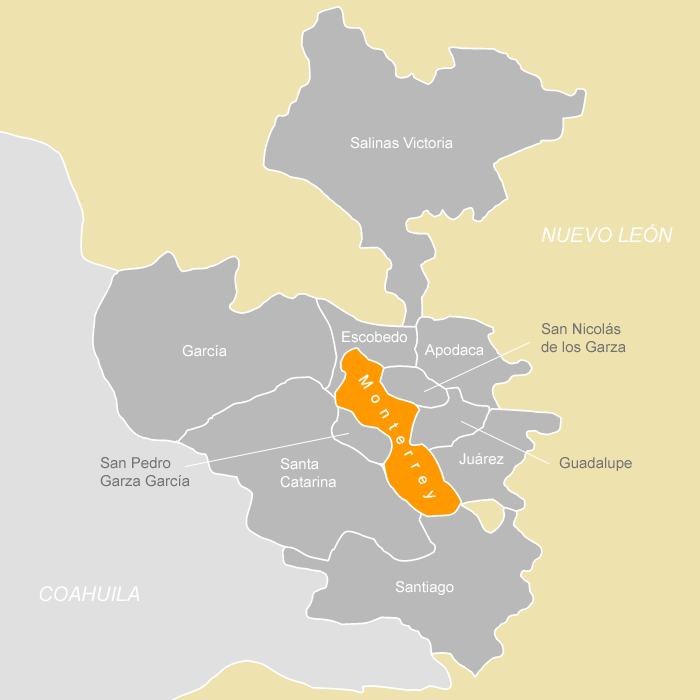
Algunas toponimias neoleonesas vinculadas a los Garza

En 1596, participó con su esposa y seis de sus hijos en la población del Nuevo Reino de León y la ciudad de Monterrey. Poseyó la estancia de San Fernando, junto a Monterrey, obteniendo asimismo algunas mercedes de tierras en el Valle de las Salinas. En 1603 se instaló con su familia en la hacienda de San Francisco, jurisdicción de Monterrey, adquirida por sus hijos Alonso y Blas de la Garza (homónimo de su nieto Blas de la Garza).
Por su papel en la colonización del norte de la Nueva España, sus descendientes recibieron los privilegios otorgados a los descendientes de conquistadores, fundadores y primeros pobladores ordenados por el rey Felipe II en 1573, consolidándose como una de las dinastías más prominentes del norte del virreinato, en posesión de no menos de doscientas mil hectáreas en la tercera generación y acaparando gran parte de los altos cargos militares y políticos del Reino de Nuevo León.

## Matrimonio y descendencia
Casó con Juana de Treviño y Quintanilla (c. 1566, Ciudad de México), hermana del capitán José de Treviño y Quintanilla, regidor y alcalde ordinario de Monterrey, hijos ambos de Diego de Treviño y Beatriz de Quintanilla.
Entre algunos de sus descendientes más destacados se encuentran:  
- Blas de la Garza Falcón (1673-1736), dos veces gobernador de Coahuila.[1]
- Clemente de la Garza Falcón (1690), gobernador de Coahuila.
- Blas María de la Garza Falcón (1712-1767), fundador de Camargo y el condado de Nueces.
- José Manuel de la Garza Falcón (1713-1763), oidor de la Real Audiencia de Guadalajara y abogado de la Real Audiencia de México.[15]
- Nicolás José de la Garza (1737-1793), gobernador de Nuevo León.
- Lázaro de la Garza (1785-1862), arzobispo primado de México, obispo de Sonora.
- Felipe de la Garza (1798-1832), gobernador del Nuevo Santander.
- Juan Nepomuceno de la Garza (1799-1877),  seis veces gobernador de Nuevo León.
- Juan José de la Garza (1826-1893), ocho veces gobernador de Tamaulipas.
- Pablo de la Garza (1876-1932), gobernador de Nuevo León.
- Isaac Garza Garza (1853-1933), cofundador de Cervecería Cuauhtémoc.
- Carlos Salinas de Gortari (1948-), Presidente de México (1988-1994)
- Francisco I. Madero (1873-1913), Presidente de México (1911-1913)
- Venustiano Carranza (1859-1920), Presidente de México (1917-1920)
- José Antonio de la Garza, gobernador dos veces de Texas Española, creador del símbolo "Lone Star"

Entre muchos otros.